# Osceola (Washington)
Osceola es un área no incorporada ubicada en el condado de King en el estado estadounidense de Washington.

## Geografía
Osceola se encuentra ubicado en las coordenadas 47°11′42″N 122°2′14″O / 47.19500, -122.03722.